# Dante-Denkmal (Trient)

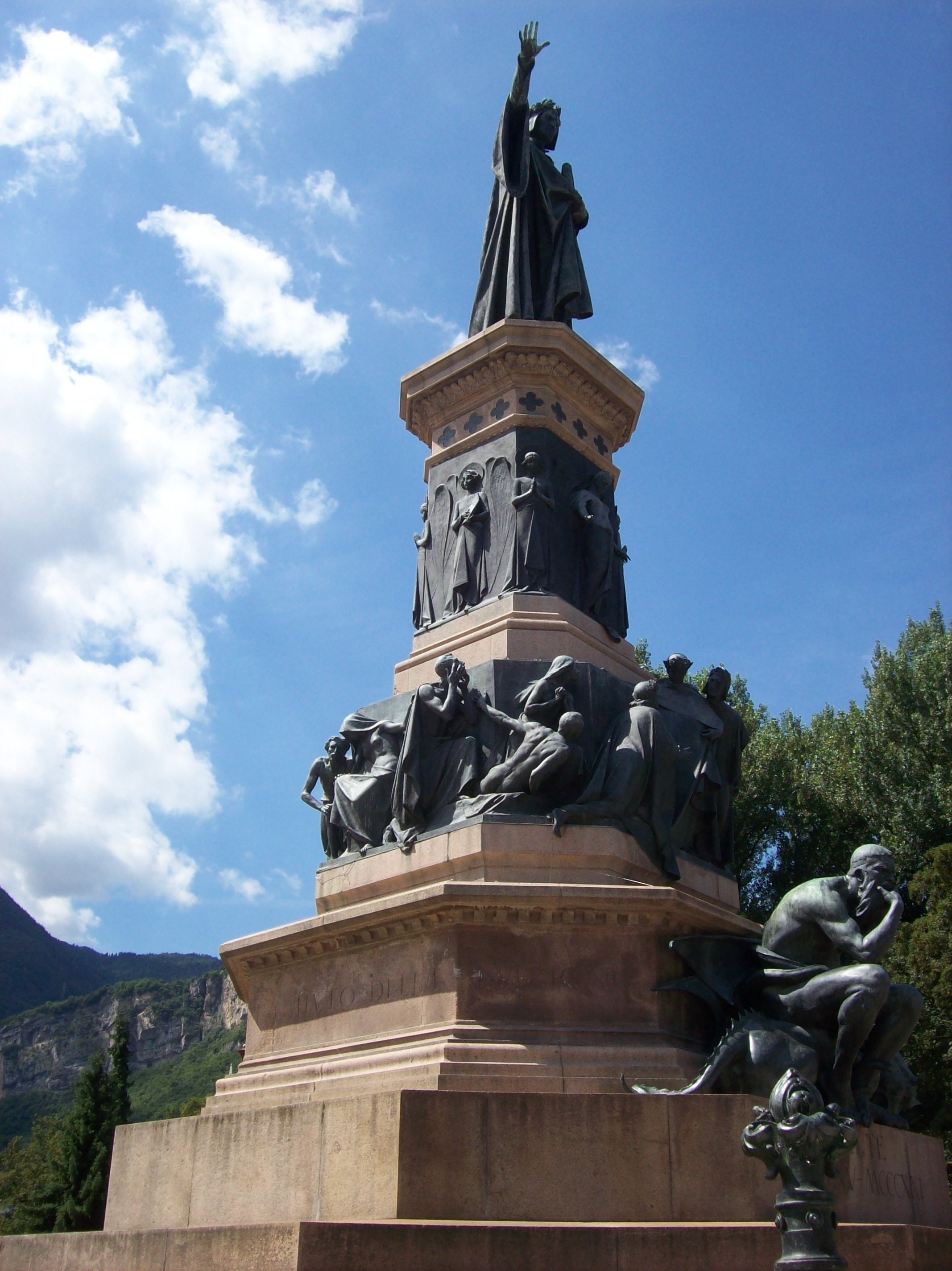
Das Dante-Denkmal in Trient

Das Dante-Denkmal (ital. Monumento a Dante) in Trient ist eine Bronzestatue zu Ehren von Dante Alighieri, geschaffen vom Florentiner Bildhauer Cesare Zocchi, die im Park zwischen dem Gebäude des Regionalrates von Trentino-Südtirol und dem Bahnhof steht. Das Denkmal wurde Ende des 19. Jahrhunderts als Symbol für die italienische Kultur des Trentino erbaut, welches damals noch zu Österreich-Ungarn gehörte.

## Die Geschichte des Denkmals
Gugliemo Ranzi befasste sich bereits 1886 mit der Idee, zu Ehren Dantes ein Denkmal zu schaffen, und zwar anlässlich der Gründung der Stiftung Pro Patria in Rovereto. Nachdem 1889 in Bozen das deutsch-national inspirierte Walther-Denkmal zu Ehren des Dichters Walther von der Vogelweide errichtet worden war, befasste sich wiederum Ranzi verstärkt mit seiner Idee zur Errichtung eines Dante-Denkmals, wobei er politischen Rückhalt seitens der Obrigkeit erhielt. Obgleich mögliche Auswirkungen auf die Selbstbestimmungsbestrebungen der Trentiner durchaus erkannt wurden, befand es die Monarchie als nicht zweckdienlich, sich dem Projekt ablehnend gegenüberzustellen.
Insgesamt wurden der Wettbewerbskommission 42 Projekte für das Dante-Denkmal zugesandt. Schlussendlich wurde ein abgeändertes Projekt von Cesare Zocchi ausgewählt.
Der Grundstein wurde am 20. April 1893 gelegt und zeigt folgende Inschrift:
Pietra fondamentale del Monumento dei Tridentini a Dante Alighieri.

Mostrò ciò che potea la lingua nostra.

XX APR MDCCCXCIII
Die Studentenvereinigung der Trentiner, die Società degli Studenti trentini, organisierte eine Veranstaltungsreihe in verschiedenen Ortschaften des Trentino, um das Monument zu erklären; unter den Vortragenden fand sich auch Cesare Battisti. Die Einweihung erfolgte am 11. Oktober 1896, an einem verregneten Tag.

## Beschreibung

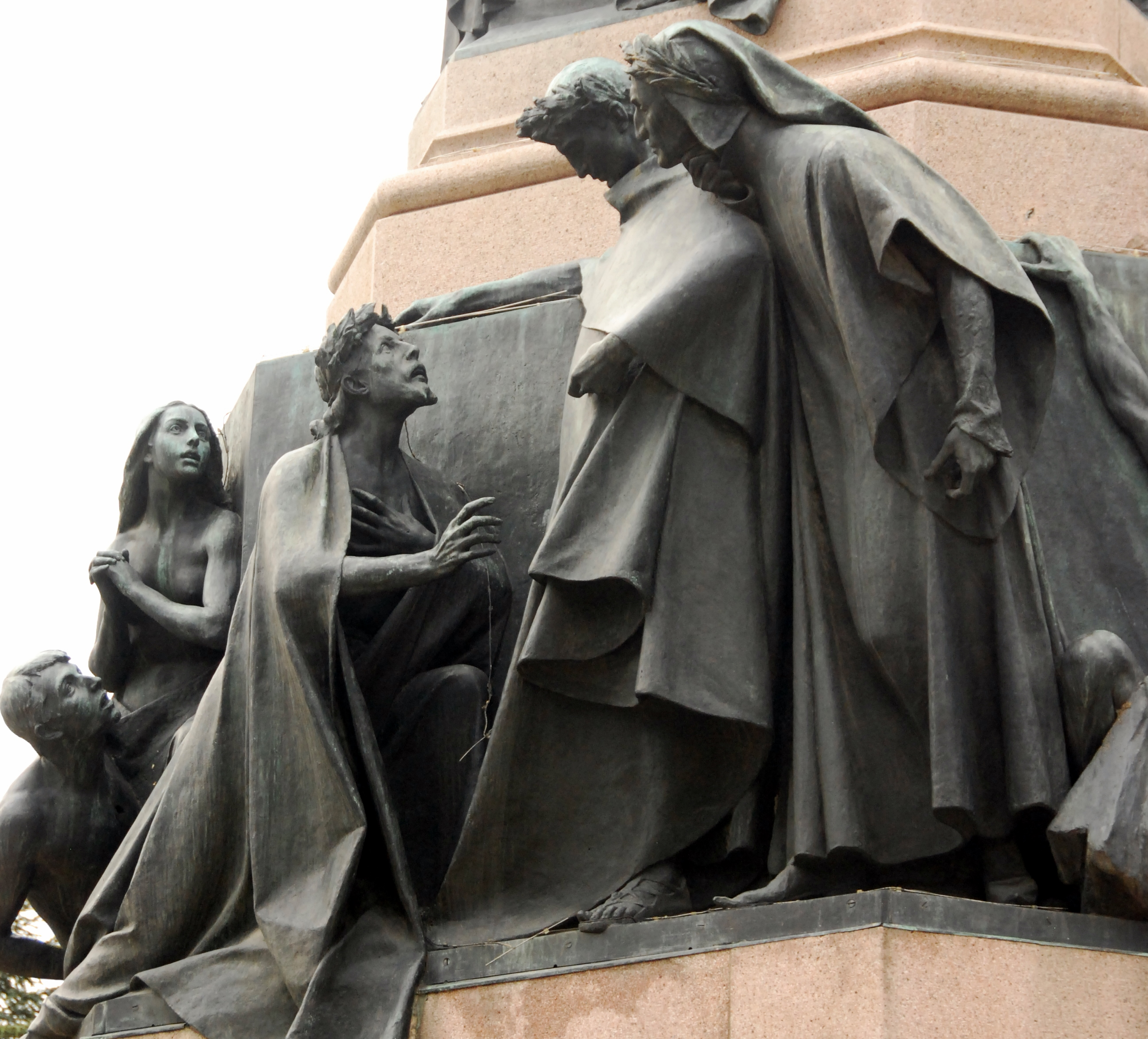
Dante und Vergil begegnen Sordello

Das Denkmal ist fast 18 Meter hoch. Die Basis ist etwa 13 Meter breit, sie wurde in Granit aus dem Steinbruch bei Predazzo gefertigt. Die Statuen sind aus Bronze. Im unteren Bereich wird das Inferno der Divina Commedia stilisiert, mit Minos auf einem Drachen sitzend.
Im mittleren Bereich befindet sich der Läuterungsberg, das Purgatorio. Dante und Vergil werden dargestellt, wie sie den Seelen büßender Personen begegnen: Sordello da Goito, die Hochmütigen, die man an den Felsbrocken erkennt, die sie auf den Schultern tragen, die Neidischen, die Nachlässigen, sitzend und wartend. Zwei Seelen haben bereits gebüßt und sind dabei, das Paradies zu erreichen.
Im dritten Bereich befindet sich das Paradies mit Beatrice, die ihre Arme offen hält, und den Engeln.
Darüber steht die Statue, welche Dante darstellt, wie er voranschreitet. In der linken Hand hält er ein Buch (wahrscheinlich die Divina Commedia), während der rechte Arm ausgestreckt ist, so als wolle er „die Seelen schützen und seine Söhne animieren“, wie es den Worten des Bildhauers zu entnehmen ist.

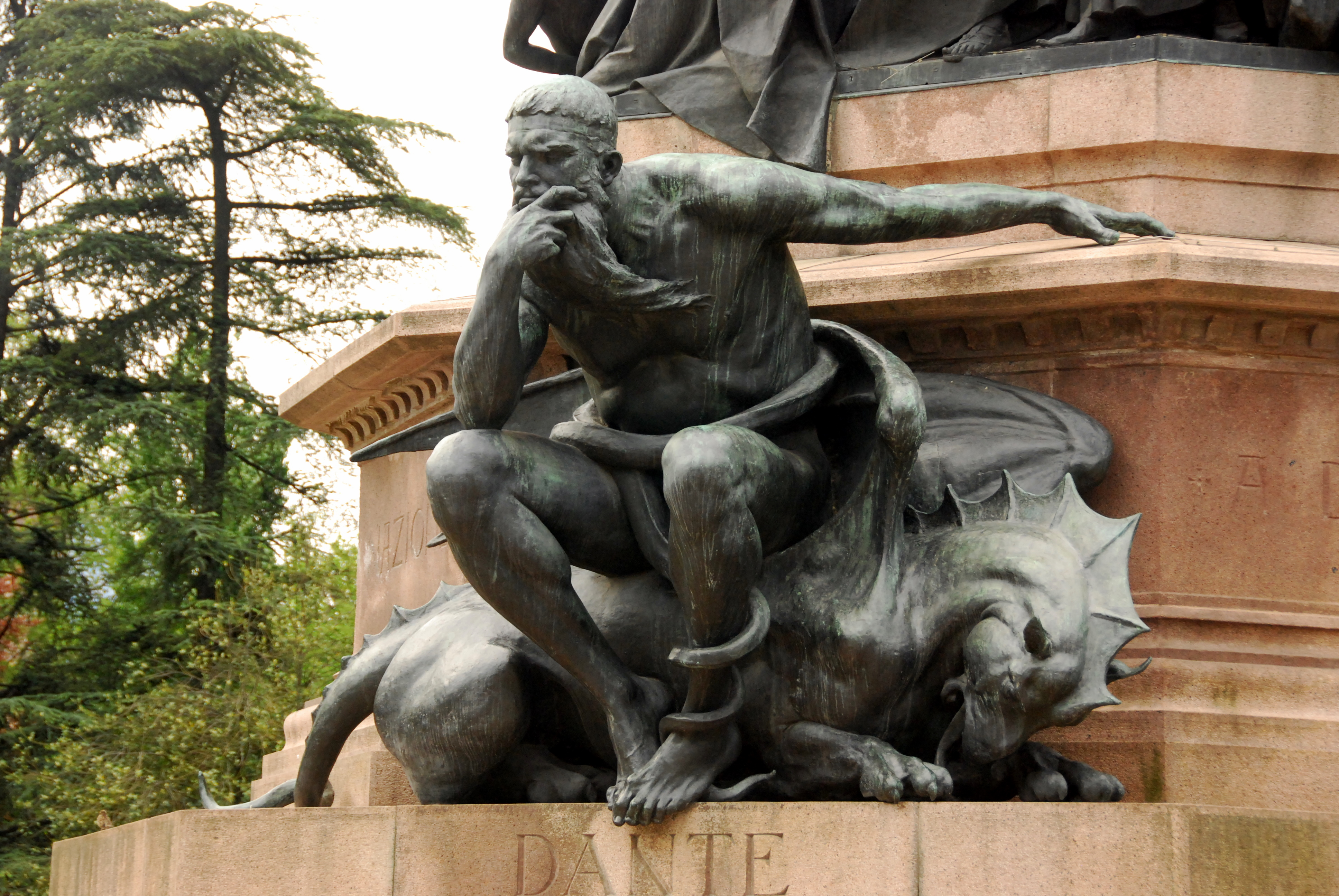
Minos
Die Hochmütigen
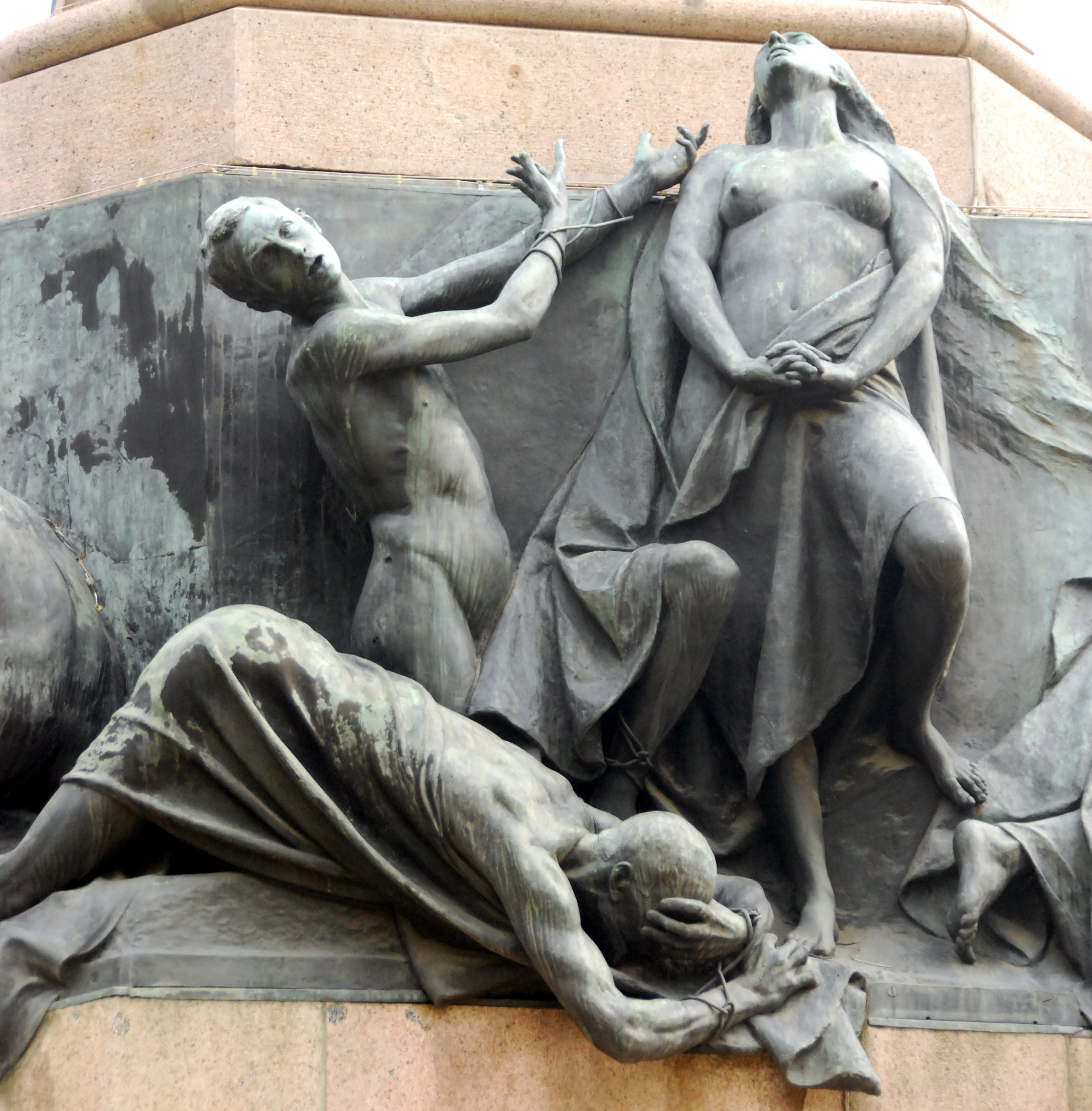
Zwei Seelen erheben sich zum Paradies
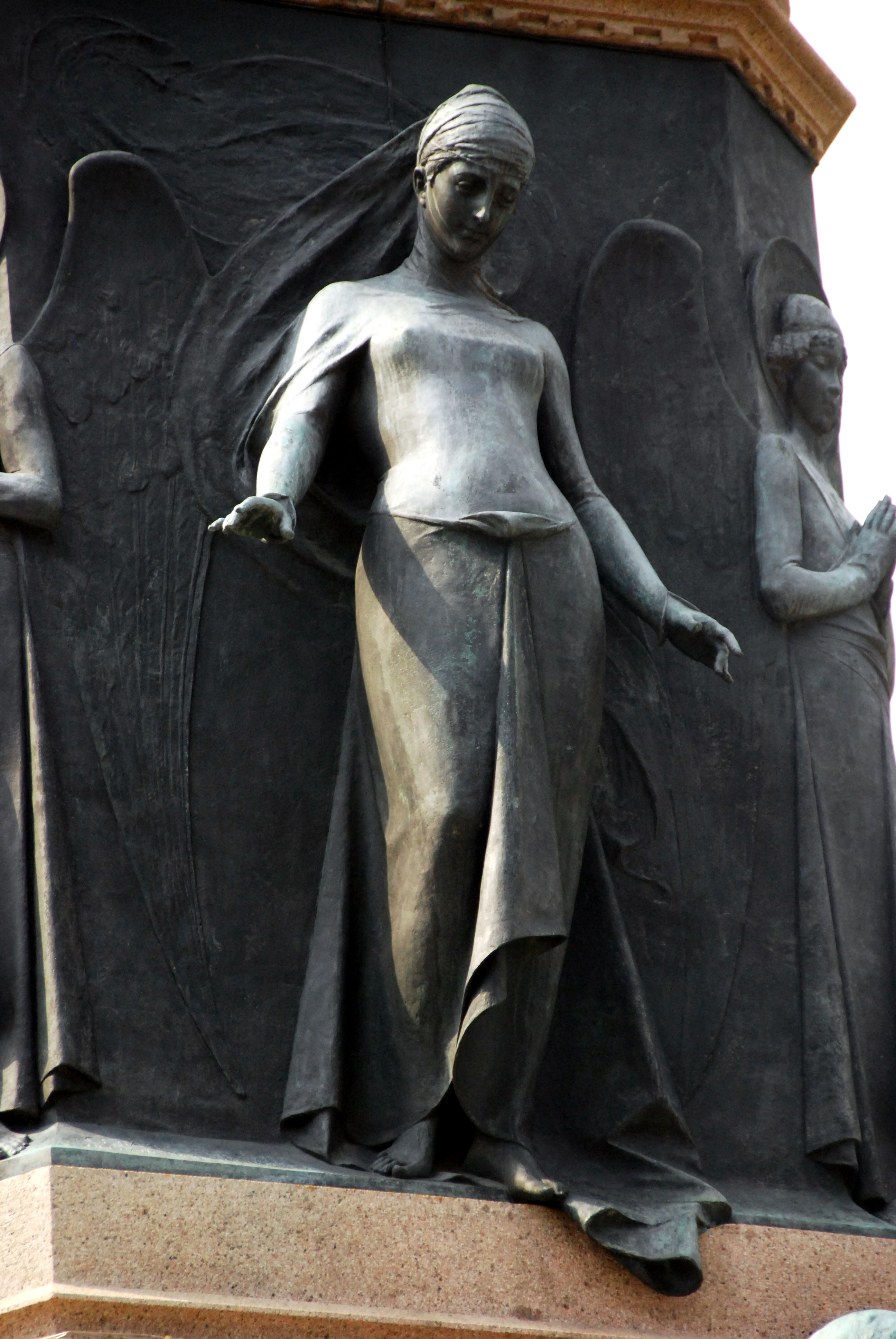
Beatrice

## Inschriften
Am Denkmal wurden mehrere Inschriften angebracht.
Zum einen Geburtsjahr und Todesjahr (1265–1321) von Dante in römischen Ziffern:
MCCLXV - MCCCXXI
An der Basis des Denkmales eine Aufforderung, diktiert von Guglielmo Ranzi:
Inchiniamoci Italiani

Inchinatevi Stranieri

Deh! Rialziamoci

Affratellati nella giustizia
sinngemäß:
Verneigen wir uns, Italiener

Verneigt Euch, Fremde

Also! Erheben wir uns

Verbrüdert in der Gerechtigkeit
Sechs der acht Seiten des Sockels sind mit folgenden Worten beschriftet:
A Dante

Al padre il

Trentino

Col plauso

E l'aiuto della

Nazione
Eine weitere Inschrift kam 1919 nach der Einverleibung Trentino-Südtirols durch Italien hinzu:
Le parole di consacrazione

Al poeta nazionale

Cancellate dall'Austriaco

La società nazionale

Dante Alighieri

Nuovamente incise

Celebrando la vittoria d'Italia

MCMXIX